# Merodon auripilus
Merodon auripilus är en tvåvingeart som beskrevs av Johann Wilhelm Meigen 1830. Merodon auripilus ingår i släktet narcissblomflugor, och familjen blomflugor.
Artens utbredningsområde är Marocko. Inga underarter finns listade i Catalogue of Life.